# Gigguk
ガーント・マニタポ（Garnt Maneetapho、1990年5月31日‐）、別名Gigguk（ギグック）は、イギリス人のYouTuber、ポッドキャスター。日本のアニメやオタク文化に関するレビューを中心にした動画を投稿しており、欧米アニメコミュニティの代表的な存在として知られる。動画総再生回数6億回以上を記録する。BOOK☆WALKER傘下のタレント事務所GeeXPlusに所属。Giggukの由来はタイ語のニックネームから。

## 来歴
タイ出身の両親を持ち、1990年にイギリス・ブライトンにて出生する。テレビで『ポケットモンスター』や『ドラゴンボールZ』、『美少女戦士セーラームーン』、『カードキャプターさくら』など、当時「カートゥーン」に分類されていた日本のアニメを見て興味を抱く。『NARUTO』や『新世紀エヴァンゲリオン』などを通じて「カートゥーン」とは異なる「アニメ」というジャンルを認識する。
高校生の時、「周囲にアニメについて話す人がいない」という理由で動画を制作しYouTubeに投稿する。視聴者からの高評価により投稿を継続。
ブリストル大学に入学。電気・電子工学を専攻する。2007年6月13日、「The Anime Zone」というチャンネル名で「BLEACH」のレビューを投稿し、YouTubeでのキャリアを開始。当時はアニメを扱うYouTuberは少なく、「自分は史上4人目か5人目のアニメ系YouTuberだった」と語っている。 2009年10月に登録者数1,000人に達する。2011年頃からは活動の幅を広げ、AMVの制作や、2012年の「EvAbridged」に代表されるアブリッジシリーズ  の企画・制作を行う。チャンネル登録者数は2012年6月には1万人、2013年5月には10万人に達する。
また、2012年からアニメ評論家たちがアニメやオタク文化に関して自由に議論を交わす形式のポッドキャスト『PodTaku』（ポッドタク）に参加。2013年、特定のアニメ・マンガについて議論を交わすことに焦点を当てたポッドキャスト『J-Taku』と統合された。その後、2016年1月に複数のメンバーの都合により終了した。
2013年にブリストル大学を卒業。その後、YouTubeでの活動が認められ、イギリス公共放送局BBCの系列会社に内定。テクニカル・プロジェクト・マネージャーとして制作進行の管理を担当する。以後2年間は、ワーク・ライフ・バランスに悩みYouTubeの動画投稿頻度が大幅に低下し、計4年間YouTubeチャンネルの更新を休止する。
2016年初頭、自分が徹夜で仕上げた仕事の手柄を上司に取られたことへの不満や、給料が安く家賃の支払いに困って親に金を借りた際の「一人息子の自分が老後の両親を養うべきなのに」という思い、彼女シドニーの言葉などを契機にBBCを辞職し、Patreonの支援を元にアニメ系YouTuberとしてフルタイムで活動することを決意。 同年12月にはチャンネル登録者数が50万人に達する。
2017年にはチャンネル名を「Gigguk」に変更。KADOKAWA系列の「BOOK☆WALKER」からスポンサーを受ける。同年12月、チャンネル登録者数100万人を突破。また、「クランチロール・アニメアワード」にて最優秀コメディ賞のプレゼンターを務める。
2019年4月、かねてから付き合っていた米国出身のYouTuber、シドニー・ポニーワズ（Sydsnap）と婚約。   11月、彼女とともに東京へ移住。BOOK☆WALKER傘下のGeeXPlus社に所属しインフルエンサーとしての活動を開始。
2020年2月、親友である英国出身のYouTuberのコナー・コフルン（CDawgVA）、豪州出身で日豪ハーフのYouTuberのジョーイ・ビジンジャー（The Anime Man）らとともに、日本のアニメ、マンガ、オタク文化、日本での生活について語る週刊ポッドキャスト『Trash Taste』を立ち上げる。
2021年、ネットフリックスのアニメ企画「Netflix x Anime Trending」にプレゼンターとして出演。
2022年1月時点で動画総再生回数は4.61億回以上、チャンネル登録者数320万人を記録している。『ジャパンタイムズ』『KAI-YOU』に取り上げられた。

## 人物・作風
事前に下調べを基に原稿を書き推敲を重ね、その読み上げに合わせた映像・画像資料のスライドを作るという手順で動画を作成する。そのため動画作成に相当の時間と手間がかかり、投稿頻度は1か月に1本を切ることも珍しくない。しかし、整理された客観的な語り口で情報を網羅する一方、あえて主観的な意見や冗談を織り交ぜたり、ストーリー性を持たせるなどの工夫を凝らすことで情報が多くてもわかりやすく面白い、質の高い動画作りに成功しており、多くの視聴者に支持され続けている。
また、自身の経験や動画制作のための調査などから、日本のアニメやその歴史について幅広い知識があり、『鉄腕アトム』から萌アニメ、異世界ものまで数多くの作品を鑑賞している他、「ファン字幕」「アニメにおけるCGの利用」「ロボットアニメの盛衰」など複数の作品にわたるテーマを扱うこともある。
VTuber好きを公言しており、VTuberの歴史とハマった経緯についての動画を投稿したり、ポッドキャスト内で推しについて語らったりしている。 
アニメ系YouTuberという位置づけについてのインタビューでは「僕自身はアニメのニッチにいることに満足しています。僕がアニメに本物の情熱を抱いているということ自体がラッキーだったのかも知れない」と述べた。
欧米で法律が成立し広く権利が認められるフェアユース については、「線引きは難しい。日本文化において著作物に対する敬意が重要視されているからでもある。しかし、特にネット時代においては、日本のようにフェアユースという概念があまり浸透していないというのは、大きな機会損失になる」と述べた。
また日本のアニメの視聴者が世界中に広まることで発生する「ポリティカル・コレクトネス」の表現規制の影響については、「批判がどれだけ日本のアニメ産業自体に影響を及ぼすかという1点に尽きるかと思います。なぜなら、Twitterで怒る人がいるのと、それが業界に金銭的な影響を及ぼすかは全く別問題だと思うからです」と述べ、外需がどれほど増えるかで規制の程度が決まり、ポリコレを受けとめ規制が起こる部分と成人向けのそうでない部分に二極化するのではないかと述べた。
所属事務所のGeeXPlusの最終的な目標として、海賊版対策やアニメ文化の普及のために「YouTuberを日本のライター（漫画家・脚本家など）、ディレクター、プロデューサーとつなげることで、日本のポップカルチャー産業の顔と名前を一致させること」を目指していると語った。

## 出演

### ポッドキャスト
- PodTaku (2012-2016)
- J-Taku (2012-2016)
- Anime no Yume（2017年）
- Trash Taste（2020-現在）

### ネットフリックス
- Anime Soulmates (2021)
- Castlevania (2021)[要出典]
- The Seven Deadly Sins (2021)[要出典]